# 蒙热内夫尔
蒙热内夫尔（法語：Montgenèvre，法語發音：[mɔ̃ʒənɛvʁ]）是法国上阿尔卑斯省东北部布里扬松区的市镇。

## 地理
蒙热内夫尔（44°55'51"N, 6°43'16"E）面积40.07 平方千米，位于法国普罗旺斯－阿尔卑斯－蓝色海岸大区上阿尔卑斯省，该省为法国东南部内陆省，北起萨瓦省，西北接伊泽尔省，西南接德龙省，南至上普罗旺斯阿尔卑斯省，东北部接壤意大利。
接壤蒙热内夫尔的市镇（或旧市镇、城区）包括塞尔维耶尔、内瓦什、瓦勒德普雷、切萨纳托里内塞、克拉维耶雷。
时区为UTC+01:00、UTC+02:00（夏令时）。

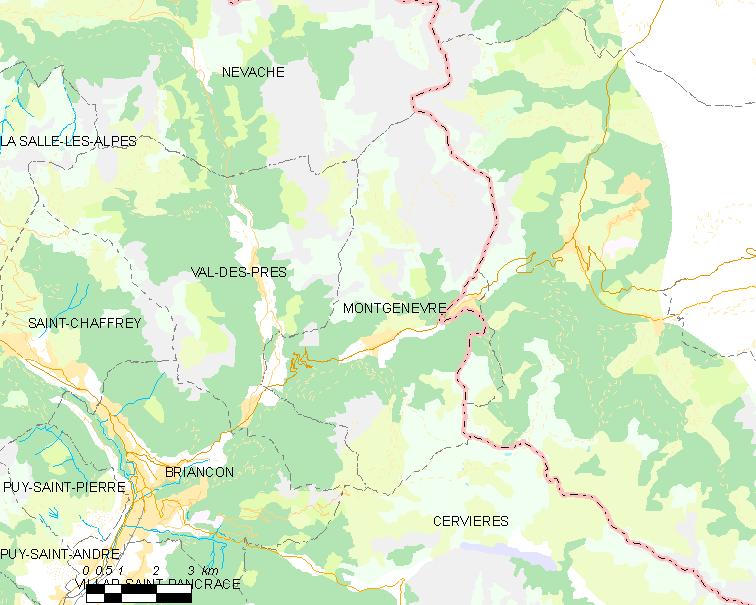
蒙热内夫尔的OSM定位图

## 行政
邮政编码05100，INSEE市镇编码05085。

## 政治
所属的省级选区为布里扬松第二县。

## 人口

1962-2008年间蒙热内夫尔人口变化图示

2022年1月1日的人口为459人。